# Real Academia

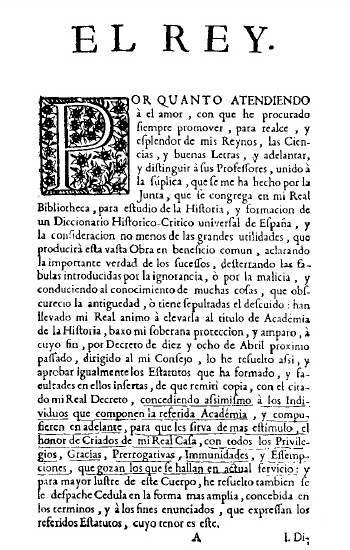
Real Cédula pela qual se aprovou os primeiros estatutos da Real Academia de História de Espanha.

As Reais Academias (em espanhol Reales Academias; em catalão/valenciano Reials Acadèmies; em galego Reais Academias; em basco Erret Akademiak) são instituições espanholas que foram criadas ou apadrinhadas pelo Rei da Espanha. O titular da Coroa ocupa o cargo de "Alto Patronazgo" das Reais Academias, segundo a Constituição Espanhola de 1978.

## Academias oficiais
As oito Reais Academias oficiais com sede em Madri têm como ponto de encontro o Instituto de Espanha.
Estas instituições são as seguintes:
- Real Academia Espanhola
- Real Academia de Belas-Artes de São Fernando
- Real Academia de História de Espanha
- Real Academia de Ciências Exactas, Físicas e Naturais
- Real Academia de Ciências Morais e Políticas
- Real Academia Nacional de Medicina
- Real Academia de Jurisprudência e Legislação
- Real Academia Nacional de Farmácia